# Роґаліно
Роґаліно (пол. Rogalino, нім. Röglin) — село в Польщі, у гміні Свідвин Свідвинського повіту Західнопоморського воєводства.
Населення — 149 осіб (2011).

## Демографія
Демографічна структура станом на 31 березня 2011 року:
|          | Загалом | Допрацездатний вік | Працездатний вік | Постпрацездатний вік |
| -------- | ------- | ------------------ | ---------------- | -------------------- |
| Чоловіки | 74      | 12                 | 57               | 5                    |
| Жінки    | 75      | 20                 | 39               | 16                   |
| Разом    | 149     | 32                 | 96               | 21                   |